# California King Bed
California King Bed ist ein Song der aus Barbados stammenden R&B-Sängerin Rihanna. Er wurde als vierte Singleauskopplung aus ihrem fünften Studioalbum Loud veröffentlicht.

## Hintergrund
Rihanna ließ ihre Fans per Twitter über die vierte Single entscheiden. Zur Wahl standen Man Down, Fading, California King Bed und Cheers (Drink to That). Das Lied ist Teil ihrer Nivea Kampagne 100 Jahre Nivea.

## Live-Auftritte

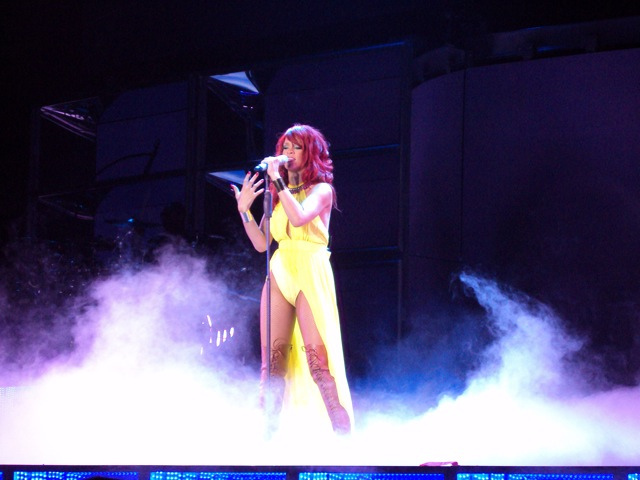
Rihanna singt „California King Bed“ während ihrer Loud Tour in Oakland, Kalifornien am 30. Juni 2011.

Der erste Live-Performance von California King Bed fand gemeinsam mit der Country-Sängerin Jennifer Nettles bei den Academy of Country Music Awards am 3. April 2011 statt. Rihanna sang das Lied am 14. April 2011 bei der 11. Staffel von American Idol. Ab dem 5. Mai 2011 sang sie das Lied im Rahmen ihrer Nivea Kampagne in Mailand (Italien), Paris (Frankreich) und Hamburg (Deutschland). Außerdem sang sie den Song am 27. Mai 2011 bei NBC’s Today Show, gemeinsam mit ihren Singles Only Girl (In the World), What’s My Name? und S&M. Rihanna singt das Lied auch auf ihrer Loud Tour.

## Musikvideo
Das Musikvideo von California King Bed wurde schon am 16. März 2011 von Anthony Mandler in Los Angeles in den Vereinigten Staaten gedreht. Es wurde das erste Mal am 9. Mai 2011 auf Rihannas offizieller Website und auf ihrem VEVO Kanal gesendet. Es wurde in einem luxuriösen Strandhaus gedreht und beginnt mit einer Szene von Rihanna im Gras. Gefolgt von Szenen, in der sie und ihr Partner im Bett liegen und sich eng umarmen. Sie sitzen auf verschiedenen Seiten eines großen Bettes und in anderen Szenen singt Rihanna durch Gardinen und Vorhänge hindurch. In diesem Video, kehrte Rihanna zurück in die Natur wie in ihrem Video zu ihrer vorherigen Single „Only Girl (In the World)“, das auch von Mandler gerichtet wurde.

## Kommerzieller Erfolg

### Chartplatzierungen
Bevor California King Bed offiziell als Single veröffentlicht wurde, debütierte es in Australien und Neuseeland nur durch Downloadverkäufe. In Australien stieg das Lied am 11. April 2011 auf Platz 61 der Charts ein und erreichte später Platz 4. In Neuseeland debütierte das Lied am 18. April auf Platz 18 und erreichte seine bisherige Spitzenposition Platz 4. Im Vereinigten Königreich stieg der Song auf Platz 54 und erreichte in der Woche vom 22. Mai 2011 Platz 36 und später seine Spitzenposition Platz 8. In Österreich stieg California King Bed auf Platz 36 ein und stieg später auf Platz 8. In der Schweiz stieg das Lied auf Platz 28 ein und stieg später auf Platz 13. In den Vereinigten Staaten stieg es auf Platz 80 ein und stieg auf Platz 53. In Deutschland stieg das Lied in der Woche vom 4. Juli 2011 sofort in die Top 10 der Singlecharts auf Platz 9 und stieg zwei Wochen später auf Platz 8.
| ChartsChartplatzierungen       | Höchstplatzierung | Wochen |
| ------------------------------ | ----------------- | ------ |
| Deutschland (GfK)              | 8 (20 Wo.)        | 20     |
| Österreich (Ö3)                | 4 (20 Wo.)        | 20     |
| Schweiz (IFPI)                 | 10 (23 Wo.)       | 23     |
| Vereinigte Staaten (Billboard) | 37 (14 Wo.)       | 14     |
| Vereinigtes Königreich (OCC)   | 8 (17 Wo.)        | 17     |

| ChartsJahrescharts (2011)    | Platzierung |
| ---------------------------- | ----------- |
| Deutschland (GfK)            | 68          |
| Österreich (Ö3)              | 49          |
| Schweiz (IFPI)               | 59          |
| Vereinigtes Königreich (OCC) | 79          |

### Auszeichnungen für Musikverkäufe
| Land/Region                  | Auszeichnungen für Musikverkäufe (Land/Region, Auszeichnung, Verkäufe) | Verkäufe  |
| ---------------------------- | ---------------------------------------------------------------------- | --------- |
| Australien (ARIA)            | 2× Platin                                                              | 140.000   |
| Brasilien (PMB)              | Diamant                                                                | 250.000   |
| Dänemark (IFPI)              | Gold                                                                   | 45.000    |
| Deutschland (BVMI)           | Gold                                                                   | 150.000   |
| Italien (FIMI)               | Platin                                                                 | 30.000    |
| Japan (RIAJ)                 | Gold                                                                   | 100.000   |
| Neuseeland (RMNZ)            | Gold                                                                   | 7.500     |
| Schweden (IFPI)              | Platin                                                                 | 40.000    |
| Schweiz (IFPI)               | Gold                                                                   | 15.000    |
| Vereinigte Staaten (RIAA)    | 2× Platin                                                              | 2.000.000 |
| Vereinigtes Königreich (BPI) | Platin                                                                 | 600.000   |
| Insgesamt                    | 5× Gold · 7× Platin · 1× Diamant ·                                     | 3.377.500 |

Hauptartikel: Rihanna/Auszeichnungen für Musikverkäufe